# Comune di Qeqertarsuaq

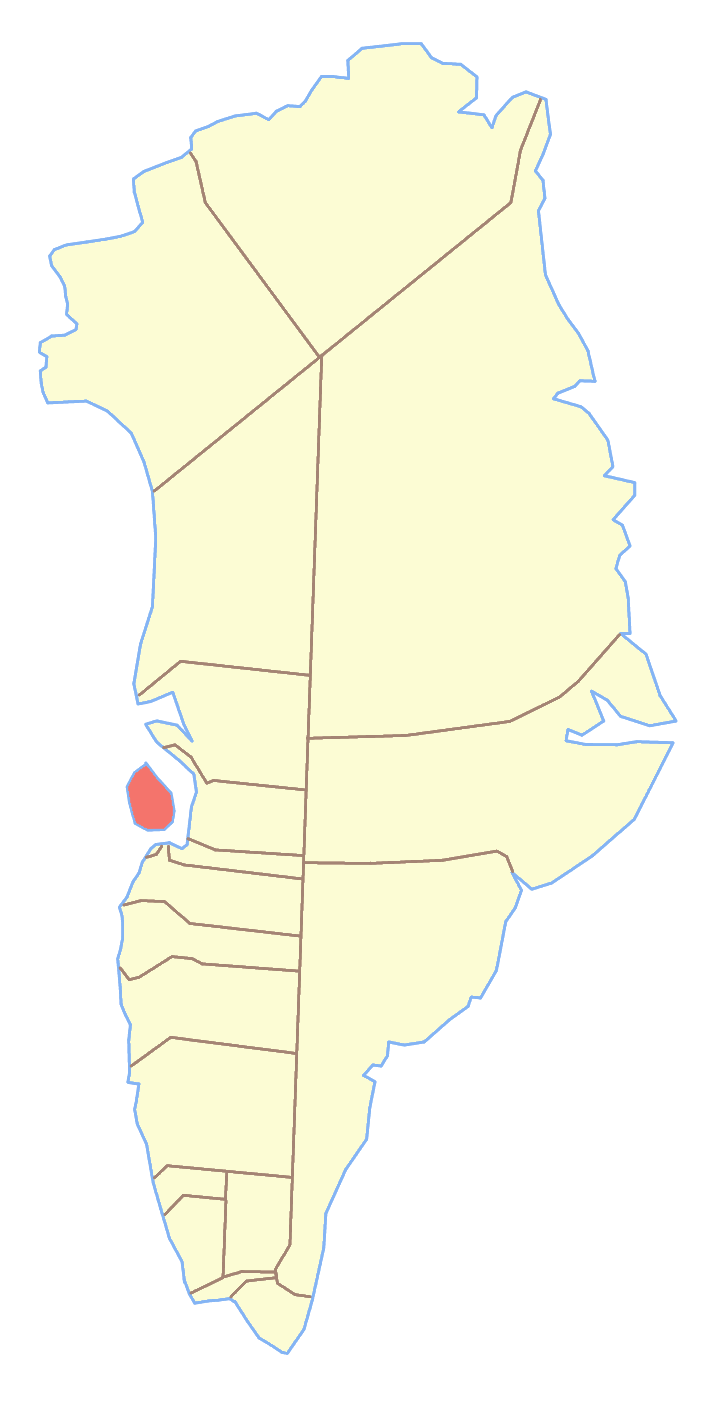
Il comune di Qeqertarsuaq nell'ambito della vecchia suddivisione

Il comune di Qeqertarsuaq (groenlandese: Qeqertarsuup Kommunia; danese: Qeqertarsuaq Kommune) fu un comune della Groenlandia dal 1950 al 2008. La sua superficie era di 9.700 km² e la sua popolazione era di 1.032 abitanti (1º gennaio 2005); si trovava nella contea di Kitaa (Groenlandia Occidentale) e il suo capoluogo era Qeqertarsuaq.
Il comune fu istituito il 18 novembre 1950, e accrebbe la sua superficie nel 1972, quando il comune di Vaigat, ormai disabitato, venne abolito e assorbito; cessò poi di esistere il 1º gennaio 2009 dopo la riforma che rivoluzionò il sistema di suddivisione interna della Groenlandia: il comune si fuse insieme ad altri sette (Kangaatsiaq, Aasiaat, Qasigiannguit, Ilulissat, Uummannaq, Upernavik e Qaanaaq) a formare il comune di Qaasuitsup, soppresso il 1º gennaio 2018 e suddiviso nei due nuovi comuni di Avannaata e Qeqertalik.
Il comune di Qeqertarsuaq, insieme a quello di Aasiaat, era l'unico a non occupare territori sull'isola della Groenlandia, poiché si sviluppava completamente sull'Isola di Disko. Oltre al capoluogo, altri villaggi si trovavano all'interno di questo comune: Diskofjord e Qullissat (disabitato, ex-capoluogo del comune di Vaigat).